# Großer Preis von Großbritannien 1983
Der Große Preis von Großbritannien 1983 (offiziell XXXVI Marlboro British Grand Prix) fand am 16. Juli auf dem Silverstone Circuit in Silverstone statt und war das neunte Rennen der Formel-1-Weltmeisterschaft 1983.

## Berichte

### Hintergrund
Während der rund einmonatigen Unterbrechung zwischen dem Großen Preis von Kanada und dem zehnten WM-Lauf der Saison, der gemäß dem jährlichen Wechsel mit Brands Hatch in diesem Jahr wieder in Silverstone stattfand, ergaben sich mehrere Veränderungen in der Meldeliste.
Das Team Lotus präsentierte den neuen, maßgeblich von Gérard Ducarouge entwickelten Typ 94T und stattete sofort beide Werksfahrer damit aus. Der Wagen war die Nachfolgekonstruktion des Lotus 93T, der zuvor jeweils nur von Elio de Angelis pilotiert worden war und verfügte ebenso wie dieser über einen Renault-Turbomotor, wodurch die Teams Lotus und Renault fortan mit baugleichen Aggregaten antraten. Bei Osella entschied man sich ebenfalls, wieder beide Stammfahrer mit identischen Wagen auszustatten und meldete daher zwei Osella FA1E mit Saugmotoren von Alfa Romeo für das Rennwochenende an. Die Scuderia Ferrari brachte den neuen 126C3 an den Start. Brabham, Alfa Romeo und Toleman hatten die mehrwöchige Pause genutzt, um ihre Rennwagen mit einigen Modifikationen zu versehen.
Das neue Team Spirit Racing wurde erstmals in die Meldeliste eingetragen. Der Spirit 201C war mit einem Sechszylinder-Turbomotor von Honda ausgestattet und diente dem japanischen Hersteller, der erstmals seit dem Großen Preis von Mexiko 1968 wieder in der Formel 1 in Erscheinung trat, als Versuchsobjekt. Als Fahrer wurde der Schwede Stefan Johansson engagiert, der bereits 1980 in Argentinien und Brasilien am Steuer eines Shadow DN11 vergeblich versucht hatte, sich für einen Grand Prix zu qualifizieren.
Um mit den Entwicklungen der Konkurrenz Schritt halten zu können, strebte man auch bei McLaren längst die Umstellung auf Turbomotoren an. Mit Unterstützung von TAG arbeitete Porsche an einem entsprechenden Triebwerk, welches im Vorfeld des britischen Grand Prix auch bereits auf der Porsche-Teststrecke in Weissach erprobt, jedoch als noch nicht einsatzfähig beurteilt wurde.
Nach einem Gaststart von Jacques Villeneuve wurde der britische Debütant Kenny Acheson als neuer Stammfahrer für den Rest der Saison bei RAM Racing unter Vertrag genommen.

### Training
Aus dem Training resultierte eine reine erste Startreihe für Ferrari, wobei Arnoux seine dritte Pole-Position in Folge erreichte. Sein Teamkollege Patrick Tambay folgte vor Alain Prost und de Angelis sowie den beiden Brabham von Riccardo Patrese und Nelson Piquet. Eddie Cheever bildete zusammen mit Manfred Winkelhock die dritte Reihe.
Erneut war Keke Rosberg der beste der Piloten, die nicht über einen Turbomotor verfügten. Sein zwölfter Platz bestätigte dabei erneut die Tendenz, dass ein Turbomotor inzwischen nötig war, um zumindest im Qualifying konkurrenzfähig zu sein.

### Rennen
Zum letzten Mal fand ein britischer Grand Prix samstags statt sonntags statt.
Während der ersten Runde gelangte Tambay an seinem Teamkollegen Arnoux vorbei in Führung. Mit bereits beträchtlichem Abstand kreuzte Prost als Dritter vor Patrese, Cheever und de Angelis zum ersten Mal die Start-Ziel-Linie. Cheever und de Angelis mussten das Rennen bereits nach wenigen Kilometern aufgrund von technischen Defekten aufgeben.
Durch den Ausfall von Patrese in der neunten Runde gelangte Piquet auf den vierten Rang vor Andrea de Cesaris und Winkelhock.
In der 14. Runde zog Prost an Tambay vorbei. Sechs Runden später ging er in Führung. Unterdessen war Arnoux von Piquet auf den vierten Rang verwiesen worden. In Runde 31 verlor auch Tambay seinen zweiten Rang an den Brasilianer.
Während der inzwischen obligatorischen Boxenstopps änderte sich nur kurzzeitig etwas an den Platzierungen der Spitzengruppe. Nigel Mansell gelang es jedoch, durch einen vergleichsweise späten Stopp deutlich auf die beiden Ferrari-Piloten aufzuschließen, die vor ihm auf den Plätzen drei und vier lagen. In Runde 48 überholte er Arnoux. Tambay hingegen verteidigte seinen dritten Rang erfolgreich gegen Mansell. Niki Lauda erhielt als Sechster den letzten WM-Punkt des Tages.

## Meldeliste
| Team                           | Nr. | Fahrer             | Chassis         | Motor                    | Reifen |
| ------------------------------ | --- | ------------------ | --------------- | ------------------------ | ------ |
| TAG Williams Team              | 01  | Keke Rosberg       | Williams FW08C  | Ford Cosworth DFV 3.0 V8 | G      |
| TAG Williams Team              | 02  | Jacques Laffite    | Williams FW08C  | Ford Cosworth DFV 3.0 V8 | G      |
| Benetton Tyrrell Team          | 03  | Michele Alboreto   | Tyrrell 011B    | Ford Cosworth DFV 3.0 V8 | G      |
| Benetton Tyrrell Team          | 04  | Danny Sullivan     | Tyrrell 011B    | Ford Cosworth DFV 3.0 V8 | G      |
| Fila Sport                     | 05  | Nelson Piquet      | Brabham BT52B   | BMW M12/13 1.5 L4t       | M      |
| Fila Sport                     | 06  | Riccardo Patrese   | Brabham BT52B   | BMW M12/13 1.5 L4t       | M      |
| Marlboro McLaren International | 07  | John Watson        | McLaren MP4/1C  | Ford Cosworth DFV 3.0 V8 | M      |
| Marlboro McLaren International | 08  | Niki Lauda         | McLaren MP4/1C  | Ford Cosworth DFV 3.0 V8 | M      |
| Team ATS                       | 09  | Manfred Winkelhock | ATS D6          | BMW M12/13 1.5 L4t       | G      |
| John Player Team Lotus         | 11  | Elio de Angelis    | Lotus 94T       | Renault EF1 1.5 V6t      | P      |
| John Player Team Lotus         | 12  | Nigel Mansell      | Lotus 94T       | Renault EF1 1.5 V6t      | P      |
| Équipe Renault Elf             | 15  | Alain Prost        | Renault RE40    | Renault EF1 1.5 V6t      | M      |
| Équipe Renault Elf             | 16  | Eddie Cheever      | Renault RE40    | Renault EF1 1.5 V6t      | M      |
| RAM Automotive Team March      | 17  | Kenny Acheson      | RAM 01          | Ford Cosworth DFV 3.0 V8 | P      |
| Marlboro Team Alfa Romeo       | 22  | Andrea de Cesaris  | Alfa Romeo 183T | Alfa Romeo 890T 1.5 V8t  | M      |
| Marlboro Team Alfa Romeo       | 23  | Mauro Baldi        | Alfa Romeo 183T | Alfa Romeo 890T 1.5 V8t  | M      |
| Équipe Ligier Gitanes          | 25  | Jean-Pierre Jarier | Ligier JS21     | Ford Cosworth DFV 3.0 V8 | M      |
| Équipe Ligier Gitanes          | 26  | Raul Boesel        | Ligier JS21     | Ford Cosworth DFV 3.0 V8 | M      |
| Scuderia Ferrari SpA SEFAC     | 27  | Patrick Tambay     | Ferrari 126C3   | Ferrari 021 1.5 V6t      | G      |
| Scuderia Ferrari SpA SEFAC     | 28  | René Arnoux        | Ferrari 126C3   | Ferrari 021 1.5 V6t      | G      |
| Arrows Racing Team             | 29  | Marc Surer         | Arrows A6       | Ford Cosworth DFV 3.0 V8 | G      |
| Arrows Racing Team             | 30  | Thierry Boutsen    | Arrows A6       | Ford Cosworth DFV 3.0 V8 | G      |
| Osella Squadra Corse           | 31  | Corrado Fabi       | Osella FA1E     | Alfa Romeo 1260 3.0 V12  | M      |
| Osella Squadra Corse           | 32  | Piercarlo Ghinzani | Osella FA1E     | Alfa Romeo 1260 3.0 V12  | M      |
| Theodore Racing Team           | 33  | Roberto Guerrero   | Theodore N183   | Ford Cosworth DFV 3.0 V8 | G      |
| Theodore Racing Team           | 34  | Johnny Cecotto     | Theodore N183   | Ford Cosworth DFV 3.0 V8 | G      |
| Candy Toleman Motorsport       | 35  | Derek Warwick      | Toleman TG183B  | Hart 415T 1.5 L4t        | P      |
| Candy Toleman Motorsport       | 36  | Bruno Giacomelli   | Toleman TG183B  | Hart 415T 1.5 L4t        | P      |
| Spirit Racing                  | 40  | Stefan Johansson   | Spirit 201C     | Honda RA163-E 1.5 V6t    | G      |

## Klassifikationen

### Qualifying
| Pos. | Fahrer             | Konstrukteur      | Qualifikationstraining 1 | Qualifikationstraining 1 | Qualifikationstraining 2 | Qualifikationstraining 2 | Start |
| Pos. | Fahrer             | Konstrukteur      | Zeit                     | Ø-Geschwindigkeit        | Zeit                     | Ø-Geschwindigkeit        | Start |
| ---- | ------------------ | ----------------- | ------------------------ | ------------------------ | ------------------------ | ------------------------ | ----- |
| 01   | René Arnoux        | Ferrari           | 1:10,436                 | 241,189 km/h             | 1:09,462                 | 244,571 km/h             | 01    |
| 02   | Patrick Tambay     | Ferrari           | 1:10,874                 | 239,699 km/h             | 1:10,104                 | 242,331 km/h             | 02    |
| 03   | Alain Prost        | Renault           | 1:10,170                 | 242,103 km/h             | 1:10,808                 | 239,922 km/h             | 03    |
| 04   | Elio de Angelis    | Lotus-Renault     | 1:10,771                 | 240,047 km/h             | 1:11,114                 | 238,890 km/h             | 04    |
| 05   | Riccardo Patrese   | Brabham-BMW       | 1:11,246                 | 238,447 km/h             | 1:10,881                 | 239,675 km/h             | 05    |
| 06   | Nelson Piquet      | Brabham-BMW       | 1:11,098                 | 238,943 km/h             | 1:10,933                 | 239,499 km/h             | 06    |
| 07   | Eddie Cheever      | Renault           | 1:11,055                 | 239,088 km/h             | 1:11,520                 | 237,534 km/h             | 07    |
| 08   | Manfred Winkelhock | ATS-BMW           | 1:13,493                 | 231,157 km/h             | 1:11,687                 | 236,980 km/h             | 08    |
| 09   | Andrea de Cesaris  | Alfa Romeo        | 1:13,163                 | 232,199 km/h             | 1:12,150                 | 235,459 km/h             | 09    |
| 10   | Derek Warwick      | Toleman-Hart      | 1:12,528                 | 234,232 km/h             | 1:12,541                 | 234,190 km/h             | 10    |
| 11   | Mauro Baldi        | Alfa Romeo        | 1:14,006                 | 229,554 km/h             | 1:12,860                 | 233,165 km/h             | 11    |
| 12   | Bruno Giacomelli   | Toleman-Hart      | 1:13,792                 | 230,220 km/h             | 1:13,422                 | 231,380 km/h             | 12    |
| 13   | Keke Rosberg       | Williams-Ford     | 1:13,755                 | 230,336 km/h             | keine Zeit               | –                        | 13    |
| 14   | Stefan Johansson   | Spirit-Honda      | 1:15,535                 | 224,908 km/h             | 1:13,962                 | 229,691 km/h             | 14    |
| 15   | Niki Lauda         | McLaren-Ford      | 1:14,267                 | 228,748 km/h             | 1:15,118                 | 226,156 km/h             | 15    |
| 16   | Michele Alboreto   | Tyrrell-Ford      | 1:14,651                 | 227,571 km/h             | 1:14,970                 | 226,603 km/h             | 16    |
| 17   | Thierry Boutsen    | Arrows-Ford       | 1:14,964                 | 226,621 km/h             | 1:15,686                 | 224,459 km/h             | 17    |
| 18   | Nigel Mansell      | Lotus-Renault     | 1:16,377                 | 222,428 km/h             | 1:15,133                 | 226,111 km/h             | 18    |
| 19   | Marc Surer         | Arrows-Ford       | 1:15,135                 | 226,105 km/h             | 1:15,350                 | 225,460 km/h             | 19    |
| 20   | Jacques Laffite    | Williams-Ford     | 1:15,234                 | 225,807 km/h             | 1:16,762                 | 221,313 km/h             | 20    |
| 21   | Roberto Guerrero   | Theodore-Ford     | 1:15,441                 | 225,188 km/h             | 1:15,317                 | 225,559 km/h             | 21    |
| 22   | Raul Boesel        | Ligier-Ford       | 1:15,386                 | 225,352 km/h             | 1:16,134                 | 223,138 km/h             | 22    |
| 23   | Danny Sullivan     | Tyrrell-Ford      | 1:15,449                 | 225,164 km/h             | 1:16,347                 | 222,516 km/h             | 23    |
| 24   | John Watson        | McLaren-Ford      | 1:15,609                 | 224,688 km/h             | 1:16,091                 | 223,264 km/h             | 24    |
| 25   | Jean-Pierre Jarier | Ligier-Ford       | keine Zeit               | –                        | 1:15,767                 | 224,219 km/h             | 25    |
| 26   | Piercarlo Ghinzani | Osella-Alfa Romeo | 1:17,162                 | 220,165 km/h             | 1:16,544                 | 221,943 km/h             | 26    |
| DNQ  | Johnny Cecotto     | Theodore-Ford     | 1:16,714                 | 221,451 km/h             | 1:16,786                 | 221,243 km/h             | –     |
| DNQ  | Corrado Fabi       | Osella-Alfa Romeo | 1:20,400                 | 211,299 km/h             | 1:17,594                 | 218,940 km/h             | –     |
| DNQ  | Kenny Acheson      | RAM-Ford          | 1:19,267                 | 214,319 km/h             | 1:18,103                 | 217,513 km/h             | –     |

### Rennen
| Pos. | Fahrer             | Konstrukteur      | Runden | Stopps | Zeit        | Start | Schnellste Runde |
| ---- | ------------------ | ----------------- | ------ | ------ | ----------- | ----- | ---------------- |
| 01   | Alain Prost        | Renault           | 67     | 1      | 1:24:39,780 | 03    | 1:14,212 (32.)   |
| 02   | Nelson Piquet      | Brabham-BMW       | 67     | 1      | + 19,161    | 06    | 1:14,327         |
| 03   | Patrick Tambay     | Ferrari           | 67     | 1      | + 26,246    | 02    | 1:14,805         |
| 04   | Nigel Mansell      | Lotus-Renault     | 67     | 1      | + 38,952    | 18    | 1:14,434         |
| 05   | René Arnoux        | Ferrari           | 67     | 1      | + 58,874    | 01    | 1:15,214         |
| 06   | Niki Lauda         | McLaren-Ford      | 66     | 1      | + 1 Runde   | 15    | 1:15,923         |
| 07   | Mauro Baldi        | Alfa Romeo        | 66     | 1      | + 1 Runde   | 11    | 1:15,207         |
| 08   | Andrea de Cesaris  | Alfa Romeo        | 66     | 1      | + 1 Runde   | 09    | 1:15,032         |
| 09   | John Watson        | McLaren-Ford      | 66     | 1      | + 1 Runde   | 24    | 1:16,090         |
| 10   | Jean-Pierre Jarier | Ligier-Ford       | 65     | 1      | + 2 Runden  | 25    | 1:16,477         |
| 11   | Keke Rosberg       | Williams-Ford     | 65     | 1      | + 2 Runden  | 13    | 1:16,887         |
| 12   | Jacques Laffite    | Williams-Ford     | 65     | 1      | + 2 Runden  | 20    | 1:16,228         |
| 13   | Michele Alboreto   | Tyrrell-Ford      | 65     | 0      | + 2 Runden  | 16    | 1:17,456         |
| 14   | Danny Sullivan     | Tyrrell-Ford      | 65     | 0      | + 2 Runden  | 23    | 1:17,858         |
| 15   | Thierry Boutsen    | Arrows-Ford       | 65     | 0      | + 2 Runden  | 17    | 1:17,913         |
| 16   | Roberto Guerrero   | Theodore-Ford     | 64     | 0      | + 3 Runden  | 21    | 1:18,351         |
| 17   | Marc Surer         | Arrows-Ford       | 64     | 0      | + 3 Runden  | 19    | 1:18,552         |
| –    | Manfred Winkelhock | ATS-BMW           | 49     | 1      | DNF         | 08    | 1:15,144         |
| –    | Raul Boesel        | Ligier-Ford       | 48     | 1      | DNF         | 22    | 1:17,659         |
| –    | Piercarlo Ghinzani | Osella-Alfa Romeo | 46     | 0      | DNF         | 26    | 1:19,920         |
| –    | Derek Warwick      | Toleman-Hart      | 27     | 1      | DNF         | 10    | 1:15,856         |
| –    | Riccardo Patrese   | Brabham-BMW       | 9      | 0      | DNF         | 05    | 1:14,857         |
| –    | Stefan Johansson   | Spirit-Honda      | 5      | 0      | DNF         | 14    | 1:17,934         |
| –    | Eddie Cheever      | Renault           | 3      | 0      | DNF         | 07    | 1:16,261         |
| –    | Bruno Giacomelli   | Toleman-Hart      | 3      | 0      | DNF         | 12    | 1:29,957         |
| –    | Elio de Angelis    | Lotus-Renault     | 1      | 0      | DNF         | 04    | 1:23,401         |

## WM-Stände nach dem Rennen
Die ersten sechs des Rennens bekamen 9, 6, 4, 3, 2 bzw. 1 Punkt(e). In der Fahrerwertung wurden die besten elf Resultate, in der Konstrukteurswertung alle Resultate gewertet.

### Fahrerwertung
| Pos. | Fahrer           | Konstrukteur  | Punkte |
| ---- | ---------------- | ------------- | ------ |
| 01   | Alain Prost      | Renault       | 39     |
| 02   | Nelson Piquet    | Brabham-BMW   | 33     |
| 03   | Patrick Tambay   | Ferrari       | 31     |
| 04   | Keke Rosberg     | Williams-Ford | 25     |
| 05   | René Arnoux      | Ferrari       | 19     |
| 06   | John Watson      | McLaren-Ford  | 16     |
| 07   | Eddie Cheever    | Renault       | 14     |
| 08   | Niki Lauda       | McLaren-Ford  | 11     |
| 09   | Jacques Laffite  | Williams-Ford | 10     |
| 10   | Michele Alboreto | Tyrrell-Ford  | 9      |
| 11   | Nigel Mansell    | Lotus-Ford    | 4      |
| 12   | Marc Surer       | Arrows-Ford   | 4      |
| 13   | Danny Sullivan   | Tyrrell-Ford  | 2      |
| 14   | Johnny Cecotto   | Theodore-Ford | 1      |
| 15   | Mauro Baldi      | Alfa Romeo    | 1      |
| 16   | Thierry Boutsen  | Arrows-Ford   | 0      |

| Pos. | Fahrer             | Konstrukteur      | Punkte |
| ---- | ------------------ | ----------------- | ------ |
| 17   | Chico Serra        | Arrows-Ford       | 0      |
| 18   | Derek Warwick      | Toleman-Hart      | 0      |
| 19   | Raul Boesel        | Ligier-Ford       | 0      |
| 20   | Bruno Giacomelli   | Toleman-Hart      | 0      |
| 21   | Andrea de Cesaris  | Alfa Romeo        | 0      |
| 22   | Jean-Pierre Jarier | Ligier-Ford       | 0      |
| 23   | Elio de Angelis    | Alfa Romeo        | 0      |
| 24   | Manfred Winkelhock | ATS-BMW           | 0      |
| 25   | Riccardo Patrese   | Brabham-BMW       | 0      |
| 26   | Eliseo Salazar     | RAM-Ford          | 0      |
| 27   | Roberto Guerrero   | Theodore-Ford     | 0      |
| –    | Corrado Fabi       | Osella-Ford       | 0      |
| –    | Alan Jones         | Arrows-Ford       | 0      |
| –    | Piercarlo Ghinzani | Osella-Alfa Romeo | 0      |
| –    | Stefan Johansson   | Spirit-Honda      | 0      |

### Konstrukteurswertung
| Pos. | Konstrukteur        | Punkte |
| ---- | ------------------- | ------ |
| 01   | Renault             | 53     |
| 02   | Ferrari             | 50     |
| 03   | Williams-Ford       | 35     |
| 04   | Brabham-BMW         | 33     |
| 05   | McLaren-Ford        | 27     |
| 06   | Tyrrell-Ford        | 11     |
| 07   | Arrows-Ford         | 4      |
| 08   | Lotus-Ford/-Renault | 4      |

| Pos. | Konstrukteur            | Punkte |
| ---- | ----------------------- | ------ |
| 09   | Theodore-Ford           | 1      |
| 10   | Alfa Romeo              | 1      |
| 11   | Toleman-Hart            | 0      |
| 12   | Ligier-Ford             | 0      |
| 13   | ATS-BMW                 | 0      |
| 14   | RAM-Ford                | 0      |
| –    | Osella-Ford/-Alfa Romeo | 0      |
| –    | Spirit-Honda            | 0      |